# Albträumer (Film)
Albträumer ist ein Filmdrama von Philipp Klinger, das im Oktober 2020 im Rahmen der Hofer Filmtage seine Premiere feierte und am 12. August 2021 in die deutschen Kinos kam.

## Handlung
Die 17-jährige Rebekka lebt in einem Dorf, in dem die Welt noch in Ordnung zu sein scheint. Als ihr Bruder jedoch Selbstmord begeht, fühlt Rebekka eine tiefe Leere. Über dessen besten Freund, den Außenseiter Vincent, findet sie endlich einen Zugang zu ihrem Schmerz. Sie verlieben sich und beginnen eine Beziehung, die von Rebekkas Eltern abgelehnt wird.

## Produktion
Albträumer ist der erste Langfilm des Regisseurs Philipp Klinger und des Drehbuchautors Simon Thummet, zweier Absolventen der Filmakademie Baden-Württemberg. Die Baden-Badener Kurhaus production produzierte den Film zusammen mit dem Südwestrundfunk und dessen Reihe Debüt im Dritten. Gedreht wurde an insgesamt 25 Tagen im Sommer 2019 in Baden-Baden und Umgebung. Für die Bildgestaltung war Adrian Langenbach verantwortlich.
Die deutsche Death-Metal-Band Disbelief steuerte Musik zum Soundtrack des Films bei.
Erste Vorstellungen erfolgten im Rahmen der von 20. bis 25. Oktober 2020 stattfindenden Hofer Filmtage. Anfang November 2020 wurde er beim Braunschweig International Film Festival gezeigt, Mitte November 2020 beim Wiesbadener Exground Filmfest im internationalen Jugendfilm-Wettbewerb. Der Kinostart in Deutschland erfolgte am 12. August 2021.

## Rezeption

### Altersfreigabe
In Deutschland wurde der Film von der FSK ab 12 Jahren freigegeben. In der Freigabebegründung heißt es, der Film sei überwiegend ruhig erzählt und konzentriere sich auf seine Protagonistin und deren angegriffene Gefühlswelt. Dabei könnten die bedrückende Grundatmosphäre, einzelne Passagen mit intensiven Darstellungen von Verletzung und Leid vor dem Hintergrund der Suizid-Thematik und die teils vulgäre Sprachebene Kinder unter 12 Jahren irritieren und emotional überfordern.

### Auszeichnungen
Biberacher Filmfestspiele 2020
- Nominierung für den Debütbiber

Braunschweig International Film Festival 2020
- Nominierung für den Braunschweiger Filmpreis (Béla Gabor Lenz)
- Nominierung für den Braunschweiger Filmpreis (Sarah Mahita)
- Nominierung im Wettbewerb „Junges Europäisches Kino“
- Nominierung als Bester Debüt- und Zweitfilm (Philipp Klinger)[11][12]

Exground Filmfest 2020
- Auszeichnung mit dem Publikumspreis in der Sektion youth days
- Auszeichnung als Bester internationaler Langfilm in der Sektion youth days[13][14]

Internationales Filmfestival Schlingel 2021
- Auszeichnung mit dem Kinder- und Jugendfilmpreis des Goethe-Instituts[15]